# Langue de glace Erebus
Pour les articles homonymes, voir Erebus.
 (mars 2023).
Si vous disposez d'ouvrages ou d'articles de référence ou si vous connaissez des sites web de qualité traitant du thème abordé ici, merci de compléter l'article en donnant les références utiles à sa vérifiabilité et en les liant à la section « Notes et références ».

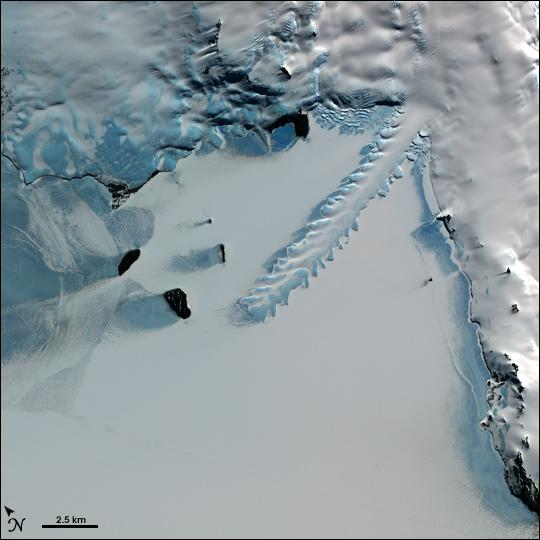
Photographie satellite de la langue de glace Erebus.

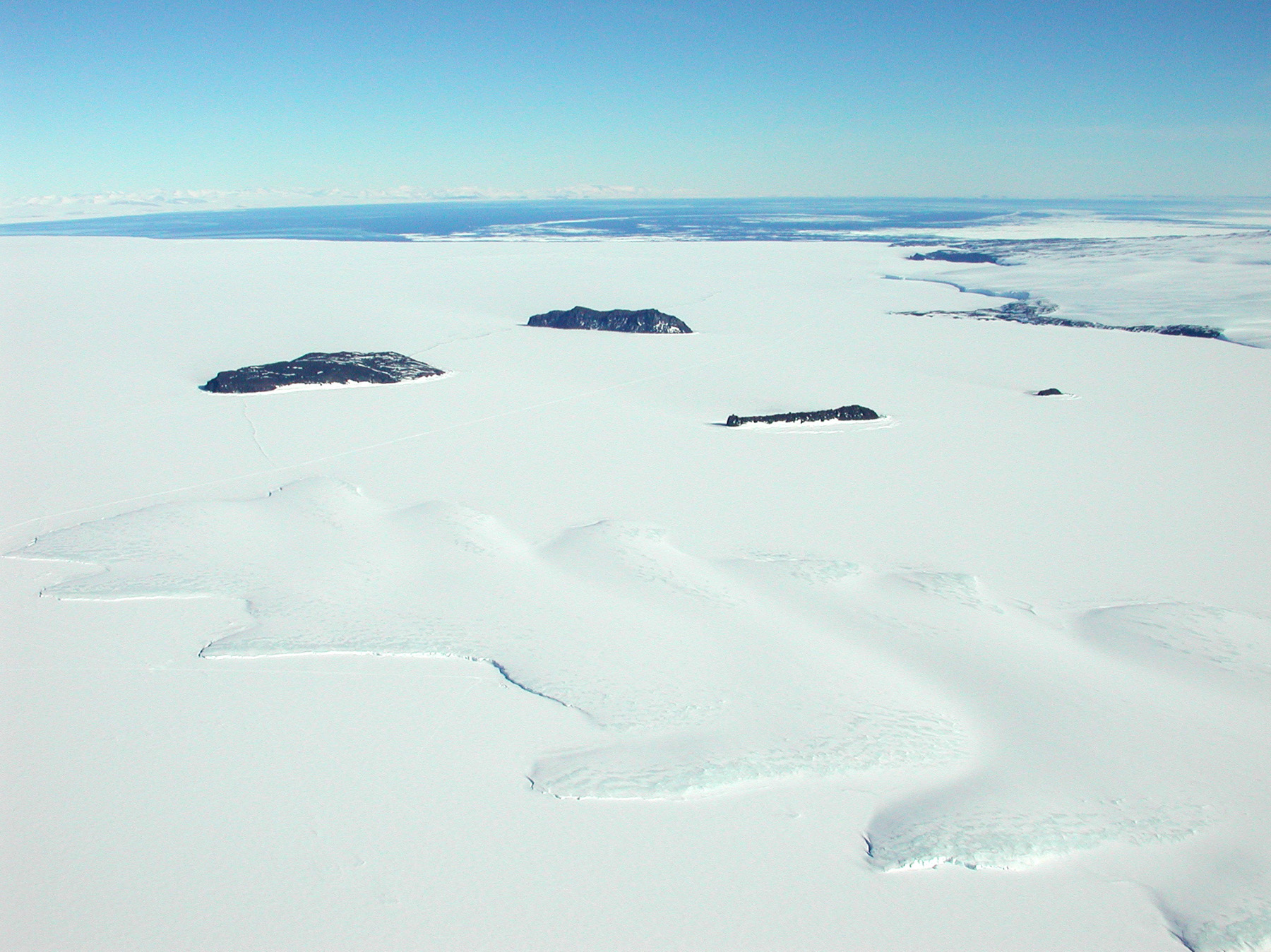
La langue de glace Erebus.

La langue de glace Erebus est la langue glaciaire du glacier Erebus en l'Antarctique.
Située dans le sud-ouest de l'île de Ross, elle se prolonge dans la baie Erebus, dans le détroit de McMurdo en mer de Ross.